# フローラ・パーカー・デヘイヴン
フローラ・パーカー・デヘイヴン（Flora Parker DeHaven、1883年9月1日 - 1950年9月9日）は、アメリカ合衆国の女優。

## 出演作品
- The Panic's On